# Polyporivora canomela
Polyporivora canomela är en tvåvingeart som beskrevs av Chandler 1980. Polyporivora canomela ingår i släktet Polyporivora och familjen svampflugor.
Artens utbredningsområde är Israel. Inga underarter finns listade i Catalogue of Life.